# Iglesia de San Jorge (Edgbaston)
La Iglesia de San Jorge, Edgbaston es una iglesia parroquial en la Iglesia de Inglaterra de Edgbaston, Birmingham.

## Historia
Fue construida en 1836-8 como una capilla-de-facilitar a la Iglesia de San Bartolomé, Edgbaston. 
El edificio original constaba de una nave central y dos laterales, con galerías. El arquitecto fue J. J. Scholes.
En 1856 la iglesia fue ampliada con la incorporación de un coro, a un diseño del arquitecto Charles Edge. 
El edificio fue transformado en 1884-5 con la adición de las existentes naves espaciosa y elevada, coro y la nave sur por el principal arquitecto de Birmingham JA Chatwin. La vieja nave se convirtió en el ala norte, y el coro de la antigua capilla de la Virgen.
Accesorios
El interior es de madera fina con Bridgeman de Lichfield para el diseño de JA Chatwin o PB Chatwin. Esto incluye 
- Clero y sillería del coro y la pantalla parclose (1885)
- Caso de órganos (1890)
- Retablo (1903)
- Pantalla de la Virgen de Capilla (1906);

## Vidrieras
Hay vidrieras victorianas: por Burlison y Grylls, Heaton, Butler y Bayne, Hardman & Co. de Birmingham y sobre todo un árbol de Jesé en la Capilla de Nuestra Señora de Charles EAMER Kempe.

## Lista de vicarios
- Isaac Spooner 1837 - 1848
- Edward Lillingston 1848 - 1864
- George Lea 1864 - 1883
- Charles Mansfield Owen 1883 - 1903?
- Arthur William Thomson Perowne
- Edgar Basil Turbeville Farncombe
- William James Hughes 1951 - 1953
- Arthur Lewis Burrell
- Robert William Grimley 1984 - 1997
- Simon Thorburn 1997 - presente

## Órgano
El órgano fue construido por Brindley & Foster y ahora está inactiva. Una especificación de los órganos se pueden encontrar en el Registro Nacional Organ Pipe.

## Lista de organistas
- C. J. B. Meacham 1888 - ca. 1912[2] y ca. 1921[3] - ???? (antiguo organista de la Iglesia de San Felipe, Birmingham)